# Mukat Stankovići
Mukat Stankovići (cyr. Мукат Станковићи) – wieś w Bośni i Hercegowinie, w Republice Serbskiej, w gminie Ugljevik. W 2013 roku liczyła 330 mieszkańców.